# Evangelische Pfarrkirche Steyr

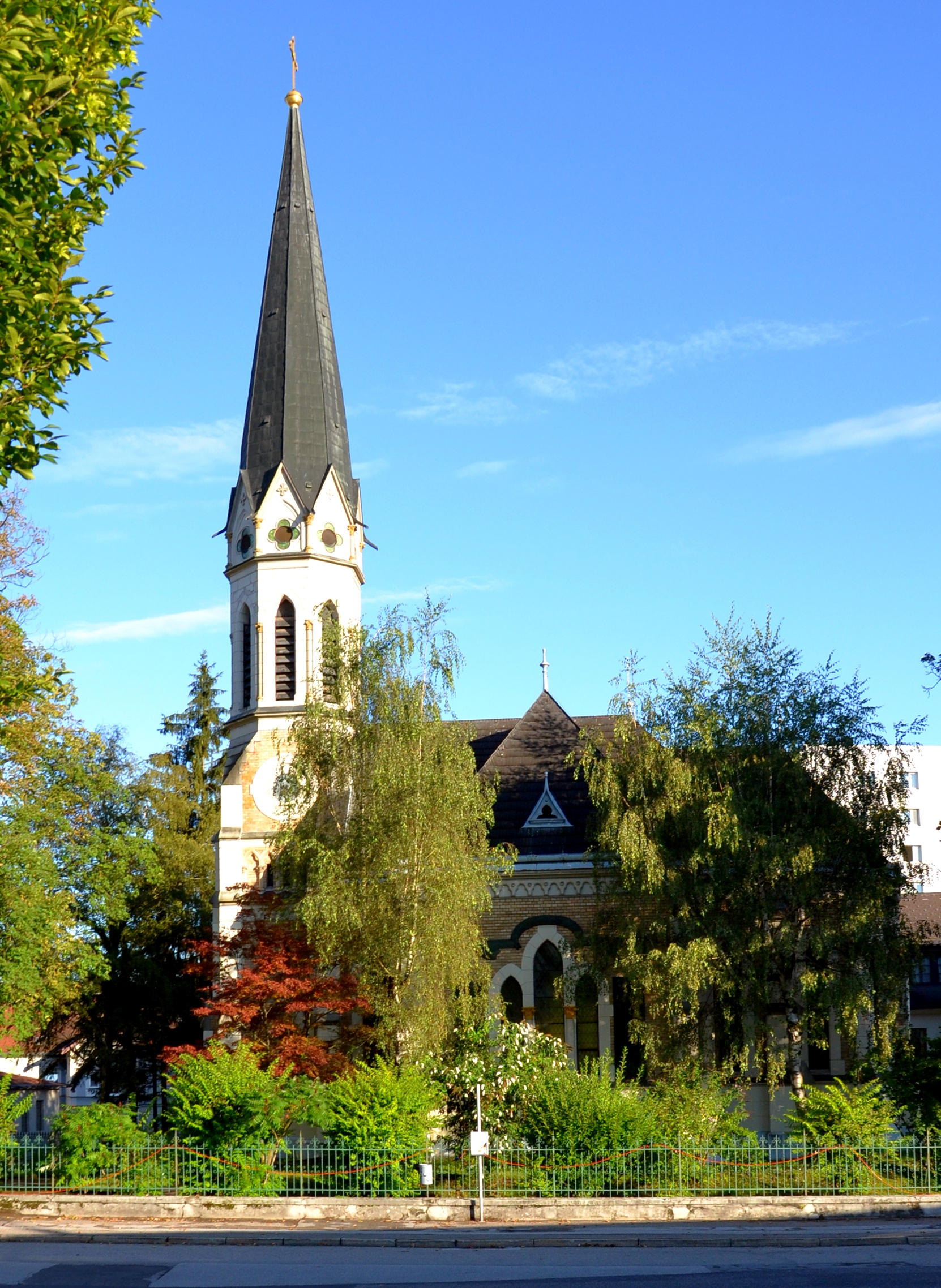
Evangelische Pfarrkirche Steyr

Die Evangelische Pfarrkirche Steyr in der Stadt Steyr in Oberösterreich stammt aus den Jahren 1897–1898. Die Evangelische Pfarrgemeinde A.B. Steyr ist Teil der Evangelischen Kirche A.B. in Österreich und gehört zur Evangelischen Superintendentur Oberösterreich. Die Kirche von Steyr wird auch Stadtkirche genannt. Der Sakralbau und der Pfarrhof stehen mit den Titeln Evang. Pfarrhof samt Umzäunung sowie Evang. Pfarrkirche A.B. unter Denkmalschutz.

## Die evangelische Kirche
Die evangelische Pfarrkirche Steyr wurde 1897–1898 in der Bahnhofstraße 20 errichtet, für die Baupläne zeichnete der Architekt Ludwig Schöne (auch bekannt als: L. Schoene) verantwortlich. Der Stil der Kirche ist der Neugotik zuzurechnen. Die Kirche hat einen leicht eingezogenen Chor mit 5/8 Schluss. Der westseitig gelegene Turm ist fünfgeschoßig. Der Turmabschluss erfolgt durch einen hohen Spitzhelm. Im Traufbereich kommt ein umlaufender Rundbogenfries zur Geltung. An der Fassade zur Bahnhofstraße befindet sich rund um ein dreiteiliges Fenster angeordnet, ein Denkmal für die Opfer der beiden Weltkriege. Der ältere Teil mit zwei hochformatigen Kupferrelieftafeln links und rechts und einem kupfernen Spruchband oberhalb stammt von 1921. Künstler ist Leo Zimpel. Die Tafel unterhalb mit den Namen der Gefallenen und Vermissten des Zweiten Weltkrieges wurde 1955 enthüllt.
Die Buntglasfenster und der Altar, beide mit neugotischen Elementen, ergeben ein einheitliches Kirchenbild. Die heutige Orgel, die 20 Register umfasst, wurde 1973 eingeweiht und nach einem bedeutenden Musiker als Paul-Peuerl-Orgel benannt. In der Kirche befindet sich auch ein Taufstein, dieser ist vermutlich aus dem 16. Jahrhundert.

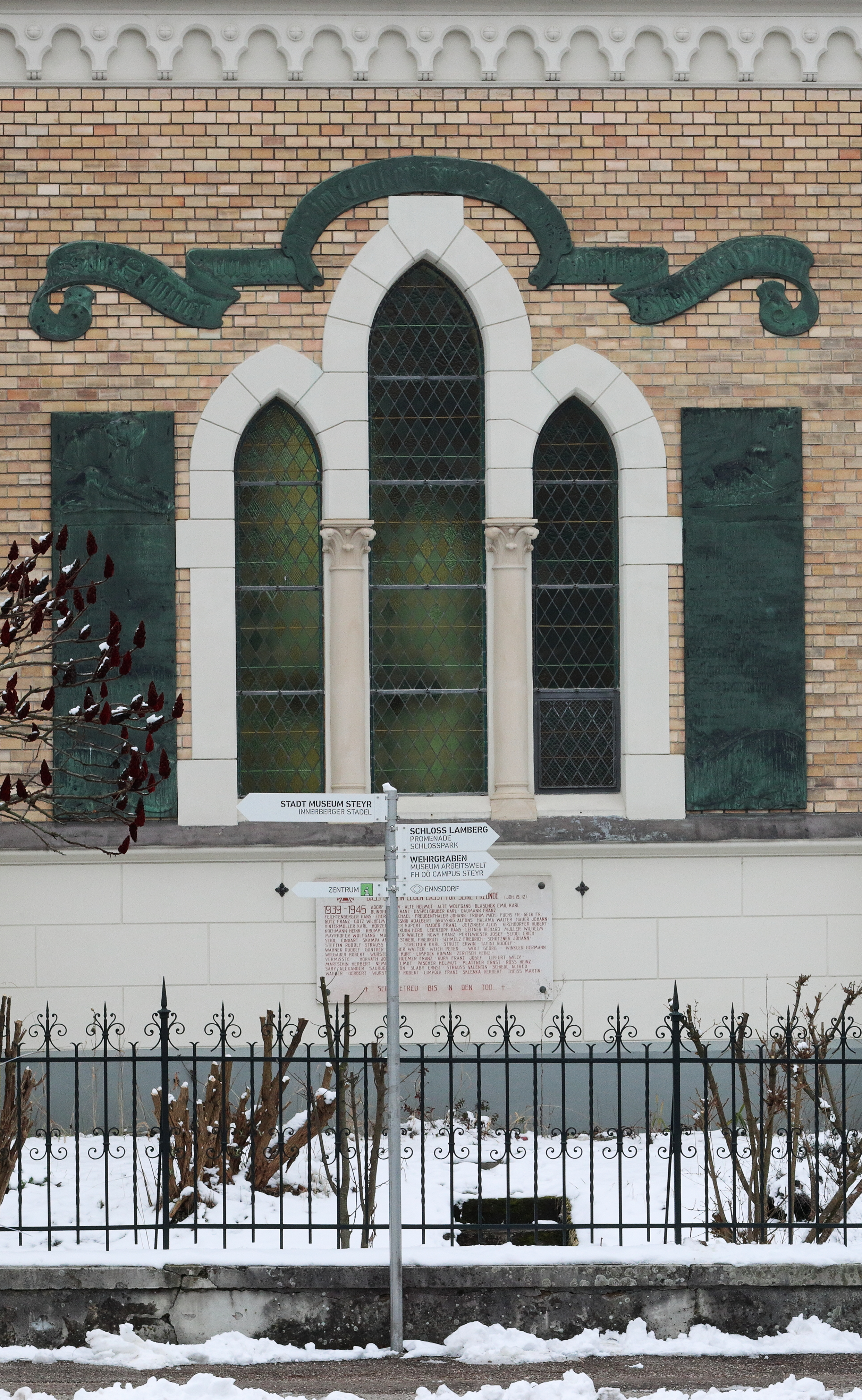
Das Kriegerdenkmal
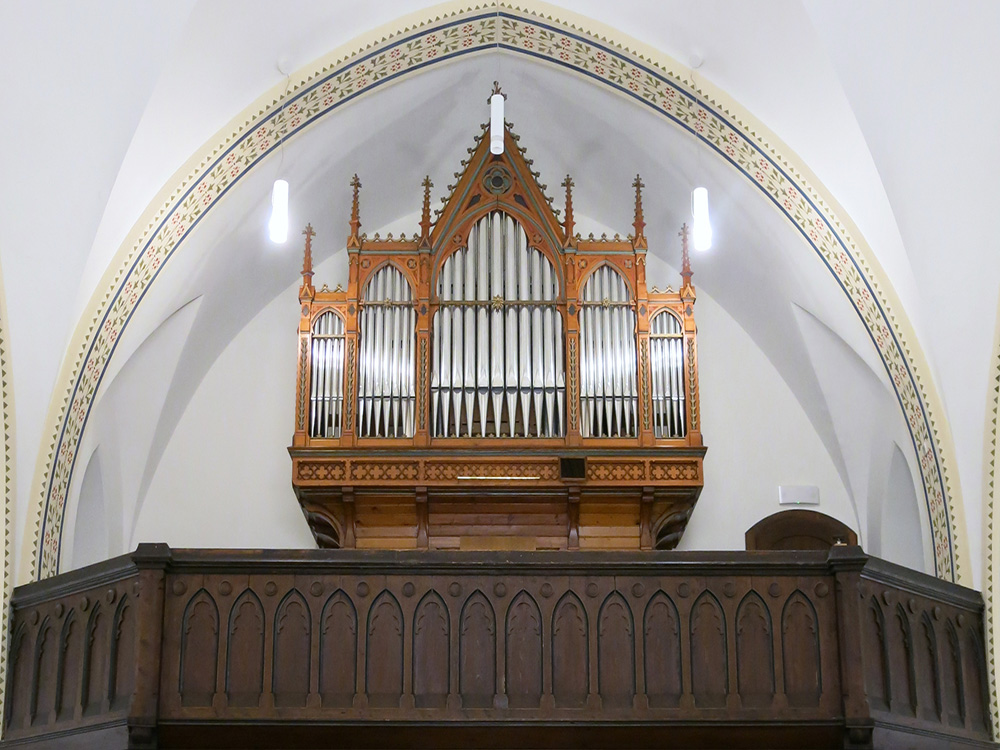
Die Orgel
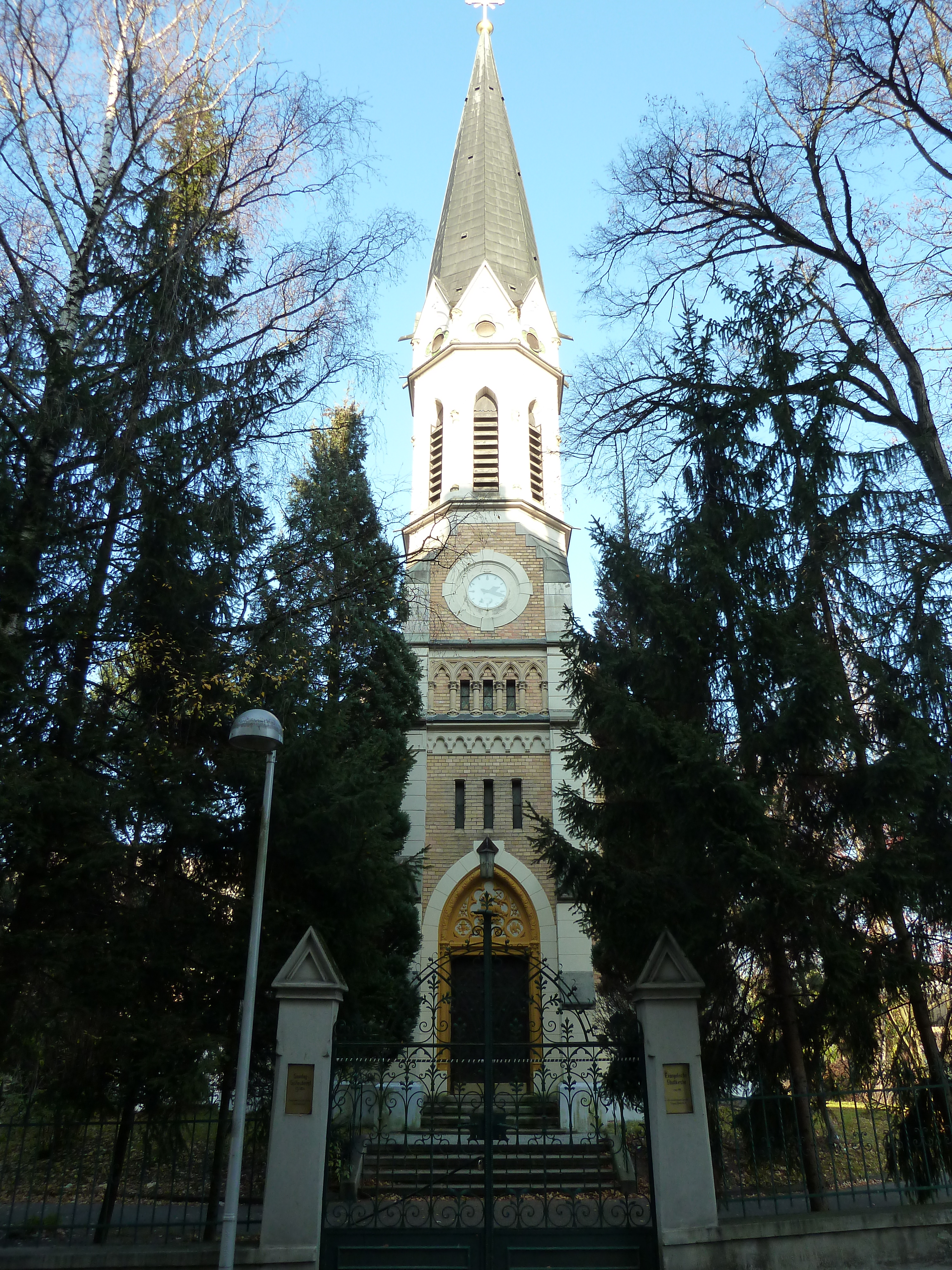
Turm mit Portal. Blick von der Dr.-Kompaß-Gasse

## Der evangelische Pfarrhof

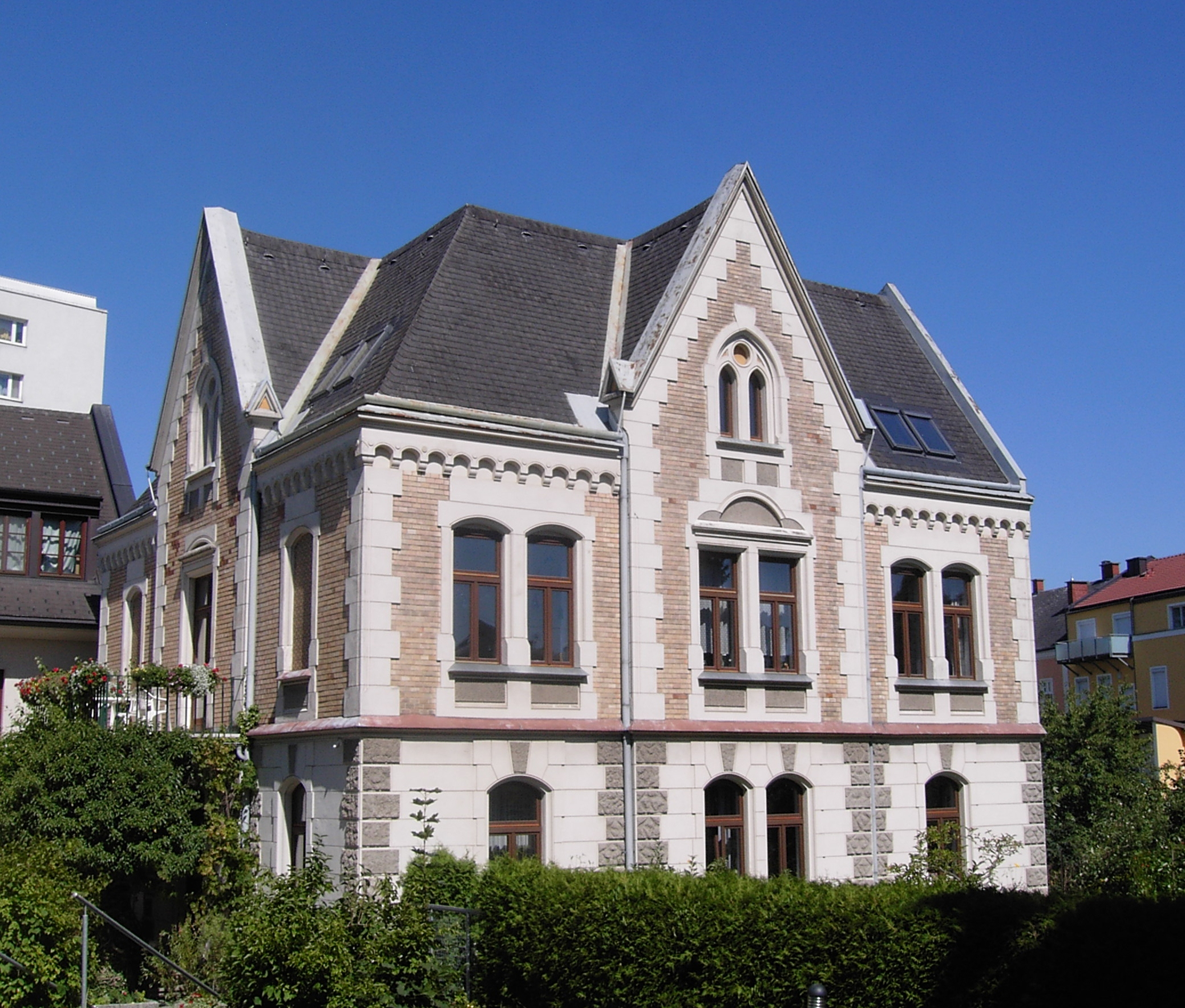
Der Pfarrhof

Ebenfalls 1898 errichtet wurde der evangelische Pfarrhof. Auch hier waren die Pläne des neugotischen Architekten Schöne aus Wien maßgeblich. Das Pfarrhaus ist zweigeschoßig. Die Gebäudekanten werden durch farbig und in der Oberfläche unterschiedliche Putzquader betont. An der Westfassade befindet sich ein Balkon. In den Giebelbereichen sind Biforenfenster integriert. Die Pfarrkirche und der Pfarrhof sind mit einem Zaun aus Schmiedeeisen umfasst.

## Geschichte der evangelischen Gemeinde

### Von der vorreformatorischen Zeit bis ins 19. Jahrhundert
Vorreformatorische Zeit
Bereits in vorreformatorischer Zeit war die Stadt Steyr Sitz einer Bibelschule der Waldenser. Diese war im so genannten Bummerlhaus, welches heute das älteste und am besten erhaltene Bürgerhaus der Gotik ist, untergebracht. Im ganzen 14. Jahrhundert blieb Steyr ein Zentrum des österreichischen Waldensertums, auch eine Verfolgung durch die Inquisition im Jahr 1311 konnte dieses nicht verhindern. Am Ende des Jahrhunderts, 1397, gab es ein neuerliches Inquisitionstribunal. Über 1000 Waldenser aus dem Raum Steyr wurden vorgeführt und etwa 100 davon dem Feuertod überantwortet.
Reformation und Gegenreformation
Die Gedanken der Reformation fanden durch den Prediger Pater Calixtus in Steyr Eingang. Er predigte ab 1525 in der (katholischen) Stadtpfarrkirche die Lehren Martin Luthers. Ab dieser Zeit stellten auch die Adeligen in diesem Gebiet evangelische Prediger in ihre Dienste. Ab 1545 wirkte der (katholische) Pfarrer Wolfgang Waldner im evangelischen Sinne und heiratete später auch seine Wirtschafterin. Ab 1556 wirkte Pfarrer Lorenz Twenger, die Reformation hatte in Zwischenzeit auch das für die Seelsorge zuständige Stift Garsten erreicht. An Reformen wurden durch Pfarrer Twenger eingeführt: Gottesdienst in deutscher Sprache, Abendmahl mit Brot und Wein, Abschaffung von Fronleichnam, keine Beichtpflicht, kein Ablass, Aufhebung des Zölibats und statt 7 nur mehr 2 Sakramente. Im Jahr 1559 gründete die Stadt die Evangelische Lateinschule im Gebäude des ehemaligen Dominikanerklosters, die bald einen großen Zulauf hatte. In der Schulkirche (heute Marienkirche) wurde der Evangelische Gottesdienst eingeführt, ebenso auch in der Spitalkirche (heute Vorstadtpfarrhof). Zu Beginn des 16. Jahrhunderts war Steyr eine durchwegs evangelische Stadt und es gab nur mehr 18 katholische Bürger.
Ab 1599 setzte die Gegenreformation ein, die evangelischen Prediger wurden aus Österreich ausgewiesen. Die (katholische) Stadtpfarrkirche wurde am 21. Februar 1599 neu geweiht und wieder ein katholischer Pfarrer eingesetzt. Nach einer kurzen Entspannungsphase kam es ab 1624 im Zuge des Oberösterreichischen Bauernkrieges zu Hinrichtungen und zur Ausweisung der Bevölkerungsteile, die nicht wieder den katholischen Glauben annehmen wollten. In Steyr haben über 200 Familien, also etwa 2500 Personen, die Auswanderung vorgenommen. Daraus resultierte auch ein Leerstand von 228 Häusern im Stadtgebiet. Es wurden mehrere Orden für die katholische Seelsorge bzw. die Gegenreformation angesiedelt. Der evangelische Glaube verschwand im weiteren Verlauf aus dem Steyrer Stadtbild.
Ab dem Toleranzpatent 1781
Das durch Kaiser Joseph II. erlassene Toleranzpatent von 1781 erlaubte die Wiedererrichtung evangelischer Pfarrgemeinden in den habsburgischen Landen. Im heutigen Österreich wurden bis 1795 insgesamt 48 Toleranzgemeinden geschaffen. Im Raum Steyr gab es zu dieser Zeit nur noch wenige Evangelische und es konnte somit keine Toleranzgemeinde gegründet werden. Erst als in Steyr die Waffenindustrie stark expandierte und daher auch Arbeiter aus evangelischen Gebieten in Österreich und Deutschland hierher zuwanderten, konnte sich eine Pfarrgemeinde etablieren. Am 23. Oktober 1875 erfolgte die behördliche Genehmigung zur Schaffung einer Evangelischen Pfarrgemeinde A.B. in Steyr. Als erster Pfarrer wurde im November 1877 Karl Freyler berufen. Nach 233 Jahren Unterbrechung konnte wieder ein evangelischer Pfarrer eine Predigt halten. 1897 und 1898 erfolgte der Bau der Pfarrkirche und des Pfarrhofes. Ein Teil der Baukosten konnte durch den Verkaufserlös von 14.000 Gulden durch die Veräußerung des alten Bethauses in der Gleinkergasse an den Waffenfabriks-Arbeiter-Konsumverein finanziert werden.

### 20. und 21. Jahrhundert
Ab den 1920er Jahren
In den 1920er Jahren erfolgten durch die Los-von-Rom-Bewegung rund 1000 Eintritte in die Evangelische Kirche, eine weitere Eintrittswelle war ab dem Bürgerkrieg 1934. In den 1930er Jahren erstreckte sich die Pfarre über 1300 m² und hatte rund 3000 Mitglieder. Im Jahr 1947 lag der Stand bei 4500 Mitgliedern und dazu etwa 1500 evangelische Flüchtlinge. Die Pfarrkirche Steyr koordinierte die Gottesdienste in Steyr, Waidhofen, Weyer, Wolfern, Dietach, Molln, Münichholz, Großraming, Reichraming, Ternberg, Kronstorf und St. Valentin. In den 1950er Jahren konnten Seelsorgegebiete an die niederösterreichische Diözese und an die evangelische Pfarrkirche Kirchdorf an der Krems abgetreten werden.
Die ehemalige Evangelische Pfarrgemeinde A.B. Steyr-Münichholz bis 1999
Von 1971 bis 1999 bestand eine selbständige Evangelische Pfarrgemeinde A.B. Steyr-Münichholz mit eigener Pfarrkirche und Pfarrhof. Die Anfänge von Münichholz gehen auf das Jahr 1938 zurück, als zur Ansiedlung Tausender Arbeiter der Rüstungsindustrie flussabwärts von Steyr ein neuer Stadtteil errichtet wurde. Unter den Ansiedlern waren auch rund 1000 Evangelische. 1962 konnte ein Baugrund erworben und 1966 die Pfarrerwohnung samt Gemeindesaal sowie ab 1969 die Pfarrkirche erbaut werden. Als Architekten sind Fritz Rollwagen und Rudolf Pamlitschka genannt. Am 1. Juli 1971 erfolgte die Pfarrerhebung zur eigenständigen Pfarrgemeinde Steyr-Münichholz an der Adresse Albert-Lortzing-Straße 19. Auf Grund eines stetigen Rückgangs der Gemeindebevölkerung wurde 1999 die Pfarre wieder aufgelassen und mit Steyr zusammengelegt.
Im 21. Jahrhundert
Das neue Gemeindehaus Steyr konnte 2001 eröffnet werden. An Mitgliedern gab die Pfarre rund 2000 Personen bekannt, welche in Steyr und im Ennstal bis nach Weyer verweilen. Zusätzlich zum Pfarrsprengel Steyr ist der Pfarrer auch für die Seelsorge im Krankenhaus Steyr und im Gefängnis Garsten verantwortlich. Im Jahr 2011 wurde auf dem Areal der ehemaligen Kirche Steyr-Münichholz nach entsprechenden Umbauten eine evangelische Privatschule mit Öffentlichkeitsrecht (ImPuls Schule) gegründet. Das Reformpädagogische Oberstufenrealgymnasium der Evangelischen Kirche (ROSE) in Steyr gibt es seit 2014. Für das Jahr 2017 hat Steyr den Titel Reformationsstadt Europas erhalten.